# 12848 Agostino
12848 Agostino este un asteroid din centura principală de asteroizi.

## Descriere
12848 Agostino este un asteroid din centura principală de asteroizi. A fost descoperit pe 10 iulie 1997 la Campo Imperatore de Andrea Boattini. Asteroidul prezintă o orbită caracterizată de o semiaxă mare de 2,60 ua, o excentricitate de 0,09 și o înclinație de 15,1° în raport cu ecliptica.